# 10초 벽
10초 벽은 100미터 달리기에서 10초 미만의 기록을 찍기가 매우 어려움을 뜻하는 용어이다. 통상적으로 이것을 돌파했다는 것은 달리기 선수가 세계적인 기록을 갖고 있다는 것을 나타낸다. 1990년대 후반부터는 이 벽을 뚫는 사람들이 많아지면서 그 중요도가 떨어진 편이다.